# Ван Дам, Николетт
Николе́тт Хеле́на Эли́забет ван Дам (нидерл. Nicolette Helena Elizabeth van Dam; 14 августа 1984, Амстердам, Нидерланды) — нидерландская актриса, фотомодель, журналистка, телеведущая и певица.

## Личная жизнь
С февраля 2007 года Николетт состоит в фактическом браке с Басом Смитом, с которым она помолвлена с августа 2011 года. У пары есть двое дочерей — Лола-Лили Смит (род.01.02.2012) и Кики-Кейт Смит (род.01.08.2014).

## Избранная фильмография
- Picture This!: Jony (2004)
- Zoop in Afrika: Bionda Kroonenberg (2005)
- Deuce Bigalow: European Gigolo: Spa Attendant (2005)
- Zoop in India: Bionda Kroonenberg (2006)
- Ice Age 2: The Meltdown: Nasynchronisatie (2006)
- Plop in de stad: Lisa (2006)
- Zoop in Zuid-Amerika: Bionda Kroonenberg (2007)
- Alvin and the Chipmunks: Nasynchronisatie van Claire (2008)
- Totally Spies! De film: Nasynchronisatie van Mandy (2009)
- Het Huis Anubis en de terugkeer van Sibuna!: Belona (2010)
- De Club van Sinterklaas & de Pietenschool: Moeder van Lucas (2013)
- Assepoester: Een Modern Sprookje: Debby Akkermans (2014)